# Omphalanthus ovalis
Omphalanthus ovalis là một loài Rêu trong họ Lejeuneaceae. Loài này được (Lindenb. & Gottsche) Gradst. mô tả khoa học đầu tiên năm 1977.